# Comforter2
Comforter2 (gestileerd zonder hoofdletter) is een Nederlands muziekproject, bestaande uit Ricky Cherim (bekend als Meetsysteem), Tammo Hesselink en basgitarist Marianne Noordzij (bekend als M4ry). Ze brachten in 2023 zowel hun eerste ep Found It All als hun debuutalbum Tell Me Something Happy (Before I Fall Asleep) uit.

## Geschiedenis
Cherim, Noordzij en Hesselink kwamen tijdens de coronapandemie met het idee voor comforter2. Geïnspireerd door het lied In Heaven van het album Geen signaal van Meetsysteem, besloten ze dat ze een band wilde maken met invloeden uit zowel de dance als (indie)rock. Zelf omschrijven ze het met de Engelse regel: "band for the club heads and a club act for the band heads". De stijl is beschreven als indiedance en 3voor12 noemde het dancepop. Bij optredens wordt het trio bijgestaan door Fokke de Wit op de basgitaar en Sjoerd Bartlema op de drums.
In september 2023 bracht comforter2 hun eerste muziek uit, de ep Found It All, welke een maand later werd opgevolgd door het album Tell Me Something Happy (Before I Fall Asleep). De band presenteerde hun album in Paradiso tijdens het Amsterdam Dance Event. Enkele maanden later stond het project op het Nederlandse festival Noorderslag. Andere festivals waarop comforter2 in 2024 te zien was, zijn het Rewire Festival, Wilde Weide en Dekmantel. Aan het eind van 2024 werd een ep uitgebracht met remixes van het debuutalbum, door de dj's Alex Kassian, RDS, Peach en downstairs J.

## Discografie (albums en ep's)
- Found It All (2023, ep)
- Tell Me Something Happy (Before I Fall Asleep) (2023, album)
- Tell Me Something Happy (Peach, Alex Kassian, downstairs J and RDS Remixes) (2024, ep)